# پشته ۱
پشته ۱ یک روستا در ایران است که در دهستان گوغر واقع شده‌است. پشته ۱ ۳۶ نفر جمعیت دارد.